# رشد پایه گرم‌شده با لیزر
برای اینکه یک بلور بتواند تشکیل گردد، باید در وهله اول نطفه آن بسته شود، پس از تشکیل، نطفه شروع به نمو می‌کند تا بالاخره بلوری که بوسیله سطوح احاطه شده‌است، به‌وجود آید. نطفه‌های بلور عبارتند از بلورهای ریزی با قطر تقریبی ۴۰ تا ۱۸۰ آنگستروم که به‌طور ناگهانی در بخارات و مایعات اشباع شده یا مواد مذاب سرد شده تشکیل می‌شوند. در اجسام جامد تشکیل بلور، نقش مهمی را بازی می‌کند.
رشد پایه با لیزر (LHPG) یا منطقه شناور لیزر (LFZ) یک روش رشد بلوری است. یک منطقه باریک از یک کریستال با لیزر قدرتمند CO2 یا YAG ذوب می‌شود. لیزر و از این رو منطقه شناور، در امتداد کریستال حرکت می‌کند. منطقه مذاب در لبه جلو جامد ناخالصی ذوب می‌شود و در پی آن ماده خالص تری را جامد می‌کند. این روش برای رشد بلورهای مذاب (انتقال فاز مایع / جامد) در تحقیقات مواد استفاده می‌شود.

## مزایای
از اصلی‌ترین مزایای این روش می‌توان به کشش زیاد (۶۰ برابر بیشتر از روش معمولی Czochralski) و امکان رشد مواد با نقاط ذوب بسیار بالا اشاره کرد. علاوه بر این، LHPG یک تکنیک بدون بوته است که به شما اجازه می‌دهد بلورهای منفرد با خلوص بالا و تنش کم رشد کنند.
شکل هندسی بلورها (این تکنیک می‌تواند قطرهای کمی ایجاد کند) و هزینه پایین تولید، باعث می‌شود که الیاف تک بلوری (SCF) تولید شده توسط LHPG جایگزین‌های مناسب برای بلورهای فله در بسیاری از دستگاه‌ها باشد، به خصوص در مواردی که از مواد با نقطه ذوب بالا استفاده می کنند. با این حال، الیاف تک کریستال باید از کیفیت نوری و ساختاری برابر یا برتری در مقایسه با بلورهای فله برخوردار باشند تا در دستگاه‌های فن آوری جایگزین آنها شوند. با کنترل دقیق شرایط رشد می‌توان به این مهم دست یافت.

## عناصر نوری

شماتیک یک سیستم LFZ

تا سال ۱۹۸۰، رشد بلورهای گرم شده با لیزر فقط از دو پرتوی لیزر متمرکز بر روی ماده منبع استفاده می‌کرد. این شرایط باعث ایجاد یک شیب حرارتی شعاعی بالا در منطقه مذاب می‌شود و روند را ناپایدار می‌کند. با افزایش تعداد تیرها به چهار، مشکل حل نشد، اگرچه روند رشد را بهبود بخشید.
بهبودی در تکنیک رشد کریستال با لیزر توسط Fejer و همکاران ایجاد شد.، که یک عنصر نوری ویژه را به نام رفلاکسیکون در خود جای داده‌است، متشکل از یک مخروط داخلی احاطه شده توسط یک بخش مخروطی کواکسیال بزرگتر، هر دو با سطوح بازتابنده. این عنصر نوری پرتو لیزر استوانه ای را به سطح استوانه توخالی با قطر بزرگتر تبدیل می‌کند. این جز opt نوری امکان توزیع شعاعی انرژی لیزر را در منطقه مذاب فراهم می‌کند و شیب‌های حرارتی شعاعی را کاهش می‌دهد. شیب دمای محوری در این روش می‌تواند تا ۱۰۰۰۰ نیز برسد ° C / cm، که در مقایسه با تکنیک‌های سنتی رشد کریستال (۱۰–۱۰۰) بسیار زیاد است ° C / سانتی‌متر)

## سرعت همرفت
به هنگام پخش شدن یک مایع بر روی مایع یا سطح دیگر، هرچه کشش سطحی مایع پخش‌شونده بیشتر باشد، پخش شدن با انسجام و گستردگی بیشتری رخ می‌دهد. بر همین اساس هنگامی که یک مایع با کشش سطحی بالا روی سطحی آغشته به مایعی با کشش سطحی پایین پخش می‌شود، به‌طور طبیعی به جهت پدید آمدن گرادیان کشش سطحی در فصل مشترک دو مایع پس رانده می‌شود. گرادیان کشش سطحی می‌تواند بر اثر گرادیان غلظت یا گرادیان دما به وجود آید. (کشش سطحی در حالت کلی تابعیت دمایی دارد)
یکی از ویژگی‌های تکنیک LHPG سرعت بالای همرفت آن در فاز مایع به دلیل همرفت مارانگونی است. می‌توان فهمید که خیلی سریع می‌چرخد. حتی وقتی به نظر می‌رسد ایستاده‌است، در واقع در محور خود به سرعت می‌چرخد.

## مثالی از این روش رشد بلور
به عنوان مثالی از این روش می‌توان سیستم کنترل قطر خودکار را بررسی کرد:

### مقدمه
یک سیستم کنترل قطر خودکار (ADC) را برای تکنیک رشد پایه پایه گرم شده با لیزر توصیف می‌کنیم که نوسانات قطر فیبرهای اکسید رشد یافته از پایه‌های غیرفعال شده و غیر پخت نشده را به کمتر از ۲ درصد از قطر فیبر متوسط کاهش می‌دهد و باعث کاهش نوسان قطر متوسط، در کل طول فیبر، به کمتر از ۱ درصد می‌شود. دستگاه ADC بر اساس یک سیستم دید مصنوعی ساخته شده‌است که سرعت کشیدن و ارتفاع منطقه مذاب را با دقت ۳۰ میلی‌متر کنترل می‌کند. ما همچنین نشان می‌دهیم که از این سیستم می‌توان برای دوپینگ فیبر به صورت دوره ای محوری استفاده کرد. LaAlO3 دوپ شده خالص و Cr3+ و LiNbO3 خالص به عنوان مواد مدل استفاده شد.
الیاف تک بلور (SCF) نامزدهایی هستند که در آینده نزدیک به عنوان عناصر فعال در اپتیک غیرخطی و کاربردهای لیزر حالت جامد استفاده می‌شوند. ابعاد کوچک و روند رشد سریع آنها، SCFها را برای کاربردها در دستگاه‌های حالت جامد کم هزینه بسیار جالب می‌کند. با این حال، دستگاه‌های SCF با کیفیت نوری بالا باید فاقد نوسانات قطر باشند، که عامل پراکندگی نور در رابط فیبر / محیط هستند. نوسانات قطر ناشی از روند رشد باید به عنوان نقص ذاتی SCF در نظر گرفته شود، زیرا اصلاح آنها پس از آن عملاً غیرممکن است. رشد پایه با لیزر (LHPG) یکی از تکنیک‌های متنوع برای تولید SCF است. از آنجا که این یک فرایند کنترل شده توسط مینیسک است، تغییرات در زاویه مکانیکی تعادل با زمان نوسانات قطر فیبر در حال رشد را ایجاد می‌کند. زاویه مینیسک را می‌توان با هر گونه نقص جزئی در پایه تغییر داد. در اینجا، یک سیستم کنترل قطر اتوماتیک (ADC) اعمال شده بر رشد SCFها را بر اساس دستگاه بینایی مصنوعی ارائه می‌دهیم که با قدرت لیزر و میزان کشش فیبر در تعامل است. استفاده از این سیستم ما را قادر می‌سازد تا نوسان قطر SCFهای اکسید را که از پایه‌های غیر واکنش پذیر و غیر پخت نشده رشد داده‌اند، به کمتر از ۲ درصد کاهش دهیم. نوسانات قطر متوسط آن SCFها در کل طول آن می‌تواند به کمتر از ۱ درصد کاهش یابد. ویژگی دیگر سیستم کنترل، امکان ایجاد دوپینگ دوره ای درجا در فیبر در حال رشد با تعدیل ارتفاع منطقه مذاب است. LaAlO3 دوپ شده خالص و Cr3+ و LiNbO3 خالص به عنوان مواد مدل استفاده شد.

### کنترل خودکار قطر و شرح سیستم LHPG
دستگاه رشد پایه پایه لیزر شده ما با پیکربندی متداول، با یک Reflaxicon آلومینیومی و یک آینه کانونی شکل ساخته شده‌است. سیستم تمرکز در داخل یک محفظه رشد قرار دارد، که اجازه می‌دهد از جریان هوا جلوگیری شود و رشد در جو مختلف گاز انجام شود. محفظه رشد دارای دو پنجره است که یکی از آنها توسط کریستال ساز استفاده می‌شود و دیگری واقع در ۹۰ درجه از اولی قرار دارد، جایی که میکروسکوپ (میکروسکوپ فوکوس بینهایت پیوسته) به دوربین (Sony, model SSC-C350) متصل است، برای گرفتن تصویر منطقه مذاب استفاده می‌شود. سیستم ADC ما از اندازه‌گیری‌های تصویر دوربین CCD به عنوان بازخورد لیزر CO2 (Synrad, model 57-1) و موتور کشش فیبر استفاده می‌کند. تشعشع بدنه از منطقه مذاب و گرادیان دمای بالا در رابط‌های ذوب (پایه) و تبلور (فیبر) (۱۰۳–۱۰۴ درجه سانتیگراد / سانتی‌متر)، به دلیل کنتراست خوب تصویر در آن نقاط، شناسایی این موقعیت رابط‌ها را آسان می‌کند. نرم‌افزار ما از این موقعیت‌ها برای اندازه‌گیری قطر فیبر و ارتفاع منطقه مذاب استفاده می‌کند. دو ناحیه از پیش تعریف شده در تصویر اندازه‌گیری می‌شود. برنامه نرم‌افزار مقدار تمام پیکسل‌ها را داخل این مناطق تشخیص می‌دهد (از ۰ تا ۲۵۵). مرحله بعدی شمارش تعداد پیکسل‌های سفید داخل ناحیه از پیش تعریف شده (مواد مذاب) است. تعداد این پیکسل‌ها با ارتفاع منطقه مذاب (عمودی) و با قطر فیبر (افقی) متناسب است. بر اساس تعداد پیکسل‌های عمودی، برنامه نرم‌افزاری موقعیت رابط تبلور را تشخیص می‌دهد، با استفاده از این اطلاعات اندازه‌گیری افقی را فقط چند پیکسل زیر رابط تبلور اندازه‌گیری می‌کند (به دلیل کنتراست بهتر در منطقه مذاب). بعد از انتخاب قطر مورد نظر و ارتفاع ناحیه مذاب، برنامه نرم‌افزاری قدرت لیزر و سرعت کشش را متناسب با تعداد پیکسل‌های ایجاد شده توسط پرورش دهنده کریستال (نقطه تنظیم) اصلاح می‌کند. به عبارت دیگر، برای راه اندازی سیستم ADC، دستگاه تولید بلور فقط باید تعداد پیکسل‌های مورد نظر برای قطر و ارتفاع منطقه مذاب را از طریق یک رابط گرافیکی وارد کند، و سیستم با تغییر قدرت لیزر این اندازه را کنترل می‌کند.

### روند رشد
روند رشد با ذوب پایه شروع شد و پس از آن بذر مذاب را لمس کرد. پس از ۲ دقیقه انتظار برای ثابت شدن دما و شکل ذوب، روند رشد آغاز شد. روند رشد در جو هوا بدون دانه و چرخش پایه انجام شد. طول الیاف به دست آمده از ۲۰ تا ۴۰ میلی‌متر بود. الیاف لیتیم نیوبات با قطر تقریباً ۷۰۰ میلی‌متر با استفاده از نسبت کشش فیبر / پایه ۱٫۰ به دست آمد. الیاف LaAlO3 با قطر ۷۰۰ و ۴۰۰ میلی‌متر به ترتیب با نسبت‌های کشش فیبر / پایه ۰٫۷ و ۱٫۰ بدست آمد. برای روند رشد LaAlO3: Cr3+، با ایجاد تغییرات مداوم در نقطه تنظیم پیکسل، یک نوسان دوره ای (عملکرد سینوسی) در ارتفاع منطقه ذوب شده ایجاد شد. به این ترتیب ارتفاع منطقه مذاب دائماً مقدار خود را تغییر می‌دهد. این کار برای تولید دوپینگ دوره ای فیبر درجا و بررسی اثربخشی کنترل انجام شد.

### نتیجه‌گیری
ما یک سیستم کنترل قطر اتوماتیک (ADC) را برای روش رشد پایه پایه گرم شده با لیزر (LHPG) که بر اساس دستگاه بینایی مصنوعی که اجازه می‌دهد نوسانات قطر به کمتر از ۲ درصد کاهش یابد ارائه کردیم. ما همچنین نشان داده‌ایم که با تعدیل ارتفاع منطقه مذاب با این سیستم، امکان دوپینگ دوره ای فیبر در محل وجود دارد. دستگاه ADC امکان کنترل مشخصات غلظت دوپانت محوری یک SCF را در طی روند رشد فراهم می‌کند.